# Горькое (озеро, Егорьевский район)
Горькое — горько-солёное озеро в Егорьевском районе Алтайского края, в 2 километрах к западу от села Лебяжье. Расположено в древней долине реки Барнаулки.
Площадь зеркала озера — 41,8 км², площадь его водосборного бассейна — 465 км². Абсолютная отметка уровня озера — 218,6 метров над уровнем моря. Длина 14 км, ширина 4,5 км, средняя глубина 3,5 м, наибольшая 8 м.
Расположено среди соснового леса (Барнаульский ленточный бор). Северо-западный берег озера заболочен. Соединено с севера протокой с соседним озером Горькое-Перешеечное. На восточном берегу расположен оздоровительный лагерь.
С 1918 года на берегу озера открыт санаторий «Лебяжье», базирующийся на использовании в лечебных целях таких факторов, как мягкий климат, минеральная вода, целебная грязь озера. Вода в озере на вкус горько-соленая, относится к категории щелочных вод умеренной концентрации, по химическому составу близка к воде Ессентуки 17.
Код водного объекта — 13020000311115200006312.